# Generalstaatsanwaltschaft Hamm

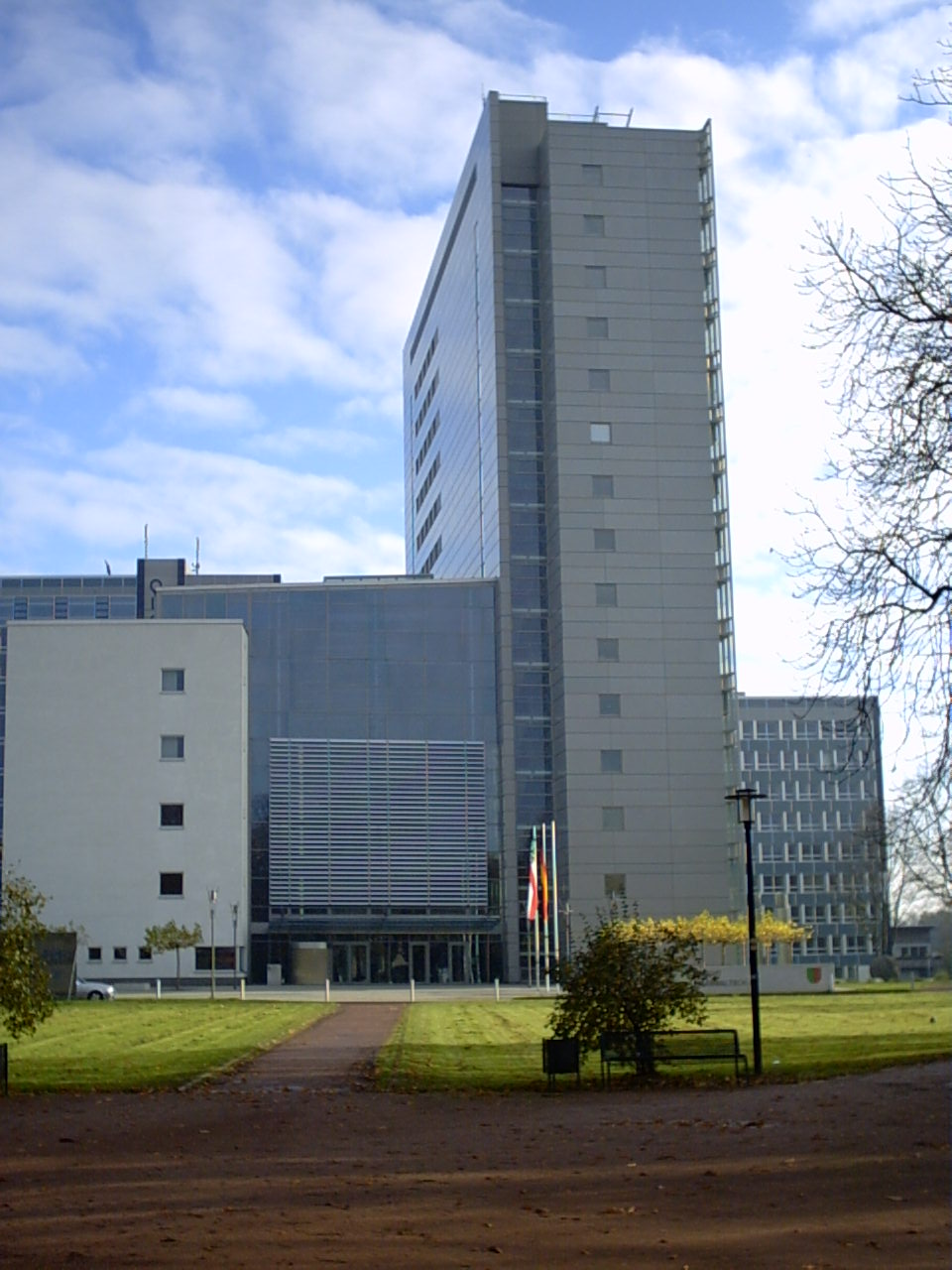
Die Generalstaatsanwaltschaft Hamm ist im Haupthaus des Oberlandesgerichts untergebracht.

Die Generalstaatsanwaltschaft Hamm ist eine von 24 Generalstaatsanwaltschaften in der Bundesrepublik Deutschland.
In den Zuständigkeitsbereich der Generalstaatsanwaltschaft Hamm fallen die Bezirke der Staatsanwaltschaften Arnsberg, Bielefeld, Bochum, Detmold, Dortmund, Essen, Hagen, Münster, Paderborn und Siegen.
Seit dem 15. Februar 2017 besteht bei der Generalstaatsanwaltschaft Hamm zudem die Zentrale Organisationsstelle für Vermögensabschöpfung Nordrhein-Westfalen (ZOV NRW). Die Zentralstelle ist landesweite Ansprechstelle für grundsätzliche Fragestellungen aus den Bereichen Finanzermittlungen und Vermögensabschöpfung.

## Geschichte
Die Generalstaatsanwaltschaft Hamm entstand infolge der Empfehlungen einer großen Juristentagung am 14. Oktober 1848 in Hamm, die sich mit der Reform des damaligen Rechtswesens befasste, zunächst als Oberstaatsanwaltschaft. Ihre Empfehlung legte der Preußische König Friedrich Wilhelm IV. in den Artikeln 92 und 93 der neuen preußischen Verfassung vom 5. Dezember 1848 fest. Dazu gehörte die Einführung der Grundsätze von Öffentlichkeit und Mündlichkeit sowie der Geschworenengerichte. Im folgenden Jahr, am 2. Januar 1849, wurde die Organisation der Gerichtsbehörden neu geregelt. Eine zweite Verordnung vom 3. Januar 1849 gab neue Rechtsvorschriften für das Strafprozessverfahren und die Organisation und Tätigkeit der Staatsanwaltschaften. Mit dieser Verordnung wurde auch das Schwurgerichtswesen in Preußen eingeführt.
Bei jedem Appellationsgericht wurde deshalb ein Oberstaatsanwalt und bei den Kreis- oder Stadtgerichten jeweils ein Staatsanwalt eingesetzt. Am 1. April 1849 trat in Hamm der erste Oberstaatsanwalt Graßhof sein Amt an. Er versah es ebenso wie seine beiden Nachfolger allein. Erst 1879 verdoppelte sich die Stellenzahl auf zwei Staatsanwälte. Dies war die Folge der Zusammenlegung der vier westfälischen Appellationsgerichte Arnsberg, Hamm, Münster und Paderborn zum westfälischen Oberlandesgericht in Hamm. Schon 1892 wurde eine dritte Stelle eingerichtet, da sich auch das OLG Hamm in dieser Zeit vergrößerte. Mit dem steten Wachstum des OLG kamen weitere Staatsanwälte und ihnen beigeordnete Beamte hinzu.
Heute sind bei der Generalstaatsanwaltschaft Hamm unter Leitung der amtierenden Generalstaatsanwältin Petra Hermes insgesamt 99 Mitarbeiter beschäftigt. Davon zwei Leitende Oberstaatsanwältinnen und vier Leitende Oberstaatsanwälte, sechs Oberstaatsanwältinnen und 19 Oberstaatsanwälte, 7 Staatsanwälte sowie 14 
Rechtspfleger. Im Bezirk der Generalstaatsanwaltschaft Hamm sind insgesamt bei den Staatsanwaltschaften etwa 2.000 Mitarbeiter beschäftigt, davon ca. 520 Staatsanwälte sowie 160 Amtsanwälte. Die Generalstaatsanwaltschaft Hamm bearbeitet jährlich rund 9.500 Verfahren. Im gesamten Bezirk werden jährlich ungefähr 550.000 Ermittlungsverfahren bearbeitet, von denen etwa 65.000 Fälle zur Klageerhebung gelangen. In rund 50.000 Fällen wird ein Strafbefehl beantragt (Stand 2017).

## Leiter der Ober- und Generalstaatsanwaltschaft Hamm
- 1849–1857 Grasshoff
- 1858–1873 Rocholl
- 1873–1878 Hecker
- 1879–1902 Hermann Irgahn
- 1902–1905 Zaehle
- 1905–1909 Peterson
- 1909–1923 Friedrich Schulze-Sölde[4]
- 1923–1933 W. Hohmann
- 1933–1935 Walter Freiherr von Steinaecker
- 1936–1943 Hans Semler[5]
- 1943–1945 Karl Günter Joël
- 1945–1957 Wilhelm Kesseböhmer[6]
- 1958–1964 Richard Ahmann
- 1964–1973 Erich Heimeshoff
- 1974–1988 Wolfgang Geißel[7]
- 1988–1999 Rudolf Mosqua
- 1999–2000 Lothar Sent
- 2001–2015 Manfred Proyer[8]
- 2015–2022 Petra Hermes
- seit 2023 Michael Schwarz